# Ruitergeld

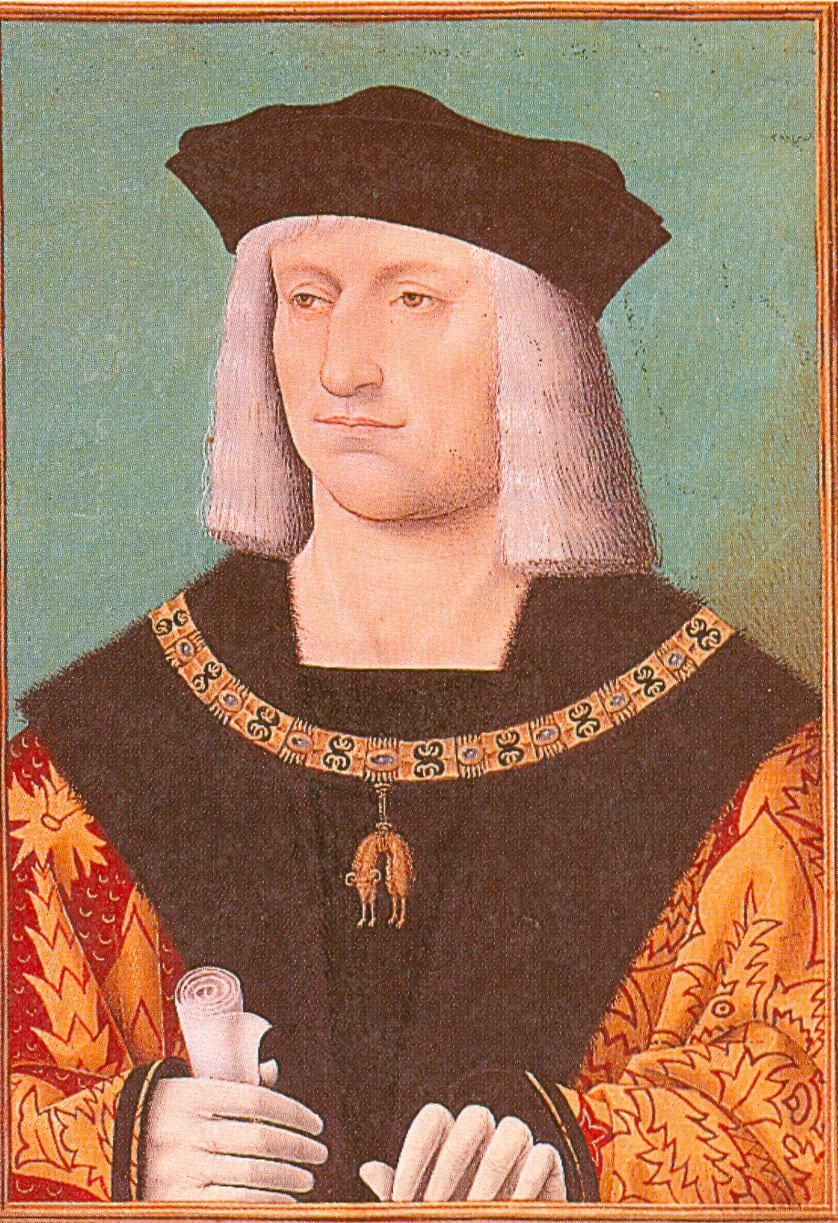
Maximiliaan I van het Heilige Roomse Rijk, portret uit het Statutenboek van de Orde van het Gulden Vlies

Ruitergeld was een vorm van belasting die vroeger werd geheven om een leger te kunnen samenstellen voor de oorlogvoering. Het krijgsvolk van keizer Maximiliaan I van het Heilige Roomse Rijk werd zo op de been gebracht.
Deze belasting gaf aanleiding tot de opstand van het Kaas- en Broodvolk.